# Fates
Fates es el primer álbum del joven guitarrista canadiense Erik Mongrain. Lanzado en diciembre de 2006, Fates contiene 10 canciones como AirTap!, PercussienFa, I Am Not, Fusions o La Dernière Pluie en su sitio en la red como una serie de canciones individuales buyable/downloadable y físicamente disponible a partir de junio de 2007. La cubierta del CD refiere a una pieza de ajedrez, dibujada por Yan Mongrain, hermano del guitarrista.

## Lista de canciones
- 01. PercussienFa 3:53 Listenⓘ
- 02. 'Fates 4:59 Listenⓘ
- 03. La Dernière Pluie 3:14
- 04. Fusions 3:24 Listenⓘ
- 05. Géométrie D'une Erreur 4:40
- 06. Mais Quand? 4:41 Listenⓘ
- 07. AirTap! 3:48 Listenⓘ
- 08. Confusion 3:27
- 09. Interprétations - 4:17
- 10. I Am Not 5:29

- Datos: Q2277751